# マルシュヴェーク＝シュタディオン
マルシュヴェグ＝シュタディオン（ドイツ語: Marschweg-Stadion）は、ドイツ・ニーダーザクセン州オルデンブルクに所在する多目的競技場である。

## 概要
1951年完成。1991年以降、VfBオルデンブルクが本拠地として利用している。収容人数は1万5200人で、座席数が4500席、立ち席が1万700席である。減築前には3万2000人の収容記録がある。